# Relatieve coördinaten
Met relatieve coördinaten wordt in de kristallografie een positie binnen een eenheidscel in een kristalstructuur aangeduid. De coördinaten {\displaystyle (a,b,c)} geven de positie {\displaystyle \mathbf {r} } aan ten opzichte van basisvectoren {\displaystyle \mathbf {A} }, {\displaystyle \mathbf {B} } en {\displaystyle \mathbf {C} } in een vectorruimte in een rooster dat is gedefinieerd ten opzichte van het kristalrooster:
{\displaystyle \mathbf {r} =a\ \mathbf {A} +b\ \mathbf {B} +c\ \mathbf {C} }
De basisvectoren kunnen op verschillende manieren worden gekozen. Doorgaans worden de basisvectoren van een bravaistralie gekozen, maar in de vastestoffysica worden vaak basisvectoren van roosters gebruikt die uit eenheidscellen zijn opgebouwd. Een kristallografisch assenstelsel is een stelsel van denkbeeldige lijnen, die een kristalstelsel beschrijven.